# Renato Cajá
Renato Adriano Jaco Morais, mit Kurznamen Renato Cajá (* 15. September 1984 in Cajazeiras), ist ein brasilianischer Fußballspieler.

## Karriere
Cajá begann seine Vereinsfußball in der Nachwuchsabteilung von Mogi Mirim EC. Hier wurde er 2003 in den Profikader aufgenommen. Zweieinhalb Jahre später wechselte er zum Associação Ferroviária de Esportes. Anschließend spielte er für die diverse brasilianische Verein, ehe er 2009 zum saudi-arabischen Verein al-Ittihad.
Diesen Verein verließ er bereits nach einer halben Spielzeit. Nachdem Cajá zwei Jahre in Brasilien für Grêmio Porto Alegre und Botafogo FR aktive gewesen war, wechselte er im Sommer 2011 zum chinesischen Klub Guangzhou Evergrande. Bei diesen Klub spielte er nur kurzfristig und wurde anschließend an diverse Vereine ausgeliehen. Als letztes wurde er für die Rückrunde der Saison 2013/14 wurde Cajá in die türkische Süper Lig an Bursaspor ausgeliehen. Zum Saisonende verließ er diesen Klub wieder.